# トカゲに噛まれた少年
『トカゲに噛まれた少年』（トカゲにかまれたしょうねん、伊: Ragazzo morso da un ramarro、英: Boy Bitten by a Lizard ）は、イタリアのバロック期の巨匠ミケランジェロ・メリージ・ダ・カラヴァッジョが画業初期の1594-1596年にキャンバス上に油彩で制作した絵画である。伝記作者のジュリオ・マンチーニによれば、『果物の皮を剥く少年』 (何点かの複製が現存している) とともにカラヴァッジョが絵画市場で売る目的で描いた作品2点のうちの1点である。2点のヴァージョンがあり、1点はフィレンツェのロベルト・ロンギ財団に、もう1点は1986年以来、ロンドンのナショナル・ギャラリーに所蔵されている。両作とも、多くの研究者がカラヴァッジョ自身が描いたと考えている。

## 過去の記述
伝記作者ジョヴァンニ・バリオーネは、独立を志したカラヴァッジョが『病めるバッカス』 (ボルゲーゼ美術館、ローマ) の次に描いた本作について以下のように記述している。

「花や果物の間からはい出したトカゲに噛まれる少年の絵も描いた。その顔はほんとうに鋭い叫び声をあげているかのようであり、画面全体が丹念に仕上げられていた。しかしながら、これらの絵には買い手がつかず、そのためミケラニョロ (カラヴァッジョ) の金は底をつき、また身なりもことのほかひどかった」。

また、ローマで8年修業をしたドイツ人画家ヨアヒム・フォン・ザンドラルトは、著作『ドイツ・アカデミー』 (第1巻) の中で次のように記している。

「当初彼カラヴァッジョは、多くの頭部や半身の人物を、鋭い辛辣な様式で描いた。そうした作品の1つが、花や果物の入った籠を持つ子供の絵で、そこからトカゲが出てきて、子供の手に噛みつき、子供が叫び声を上げている。それは驚きべき作品であり、彼の名声をローマ中に広めることになった」。

ザンドラルトはローマに滞在中、銀行家で美術収集家のヴィンチェンツォ・ジュスティニアーニの宮殿で2年間を過ごした。宮殿には15点ものカラヴァッジョ作品が所蔵されていたため、ザンドラルとはカラヴァッジョを高く評価していた。彼の記述にはすでにあった文献と記憶をもとにしていたので少々混乱が見られるが、本作『トカゲに噛まれた少年』が高い評判を得ていたことがわかる。

## 制作年
どちらのバージョンも1594年から1596年の期間に制作されたと考えられているが、1596年が妥当なようである。というのは、美術史家のロベルト・ロンギによると、絵画にはカラヴァッジョの洗練された趣味を持つ後援者フランチェスコ・マリア・デル・モンテ枢機卿の家で描かれた初期の作品に共通するあらゆる要素があるからであり、カラヴァッジョは1595年のある時期まで、枢機卿の住居であるマダーマ宮殿 (ローマ) に寄寓しなかったからである。

## モデル

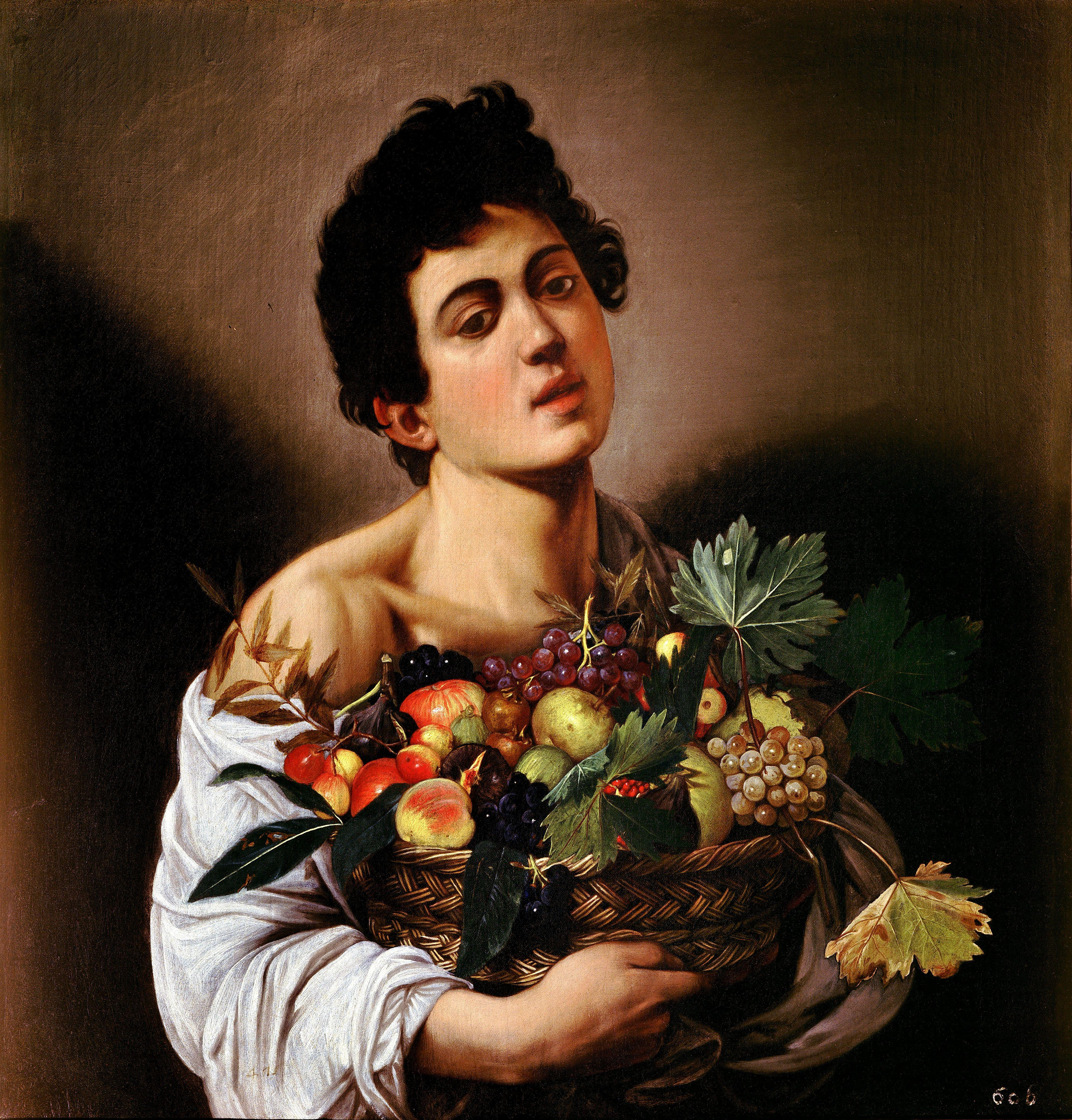
カラヴァッジョ『果物籠を持つ少年』(1593年ごろ)、ボルゲーゼ美術館、ローマ

カラヴァッジョ初期のすべての作品と同様に、モデルの少年について多くは推測の域を出ず、彼が誰であるかについて議論されてきた。 1つの仮説は、モデルはカラヴァッジョの仲間であり、当時の他のカラヴァッジョのいくつかの絵画に登場したマリオ・ミンニーティであるというものである。ふわふわした巻き毛の黒い髪とすぼめた唇はマリオに似ているが、『果物籠を持つ少年』 (ボルゲーゼ美術館、ローマ) や『女占い師』 (カピトリーノ美術館、ルーヴル美術館) などの他の作品では、マリオは本作品ほど女性的には見えない。
マイケル・フリードは、代案として、本作はカラヴァッジョの偽装した自画像であると述べた。フリードは、モデルの手（片方を伸ばし、もう片方を持ち上げている）は、絵画を描いている時にパレットを持っている画家の手と同じような位置にあると主張している。

## 作品
画面には、カラヴァッジョ初期の作品に特徴的な古代風の衣装を着け、巻き毛を持つ女性的な少年がトカゲに中指を噛まれ、叫んだ瞬間が捕らえられている。トカゲは少年の指から離れず、彼は予期しなかった痛みで手を引っ込めており、その顔には驚愕の表情が刻まれている。背景は『果物籠を持つ少年』同様、ニュートラルな空間となっている。一方、前景には静物の見事な描写が見られ、サクランボとプラム 、そして、バラとジャスミンの小枝の入った花瓶が見える。花瓶の丸い表面には部屋の内部が映っている。

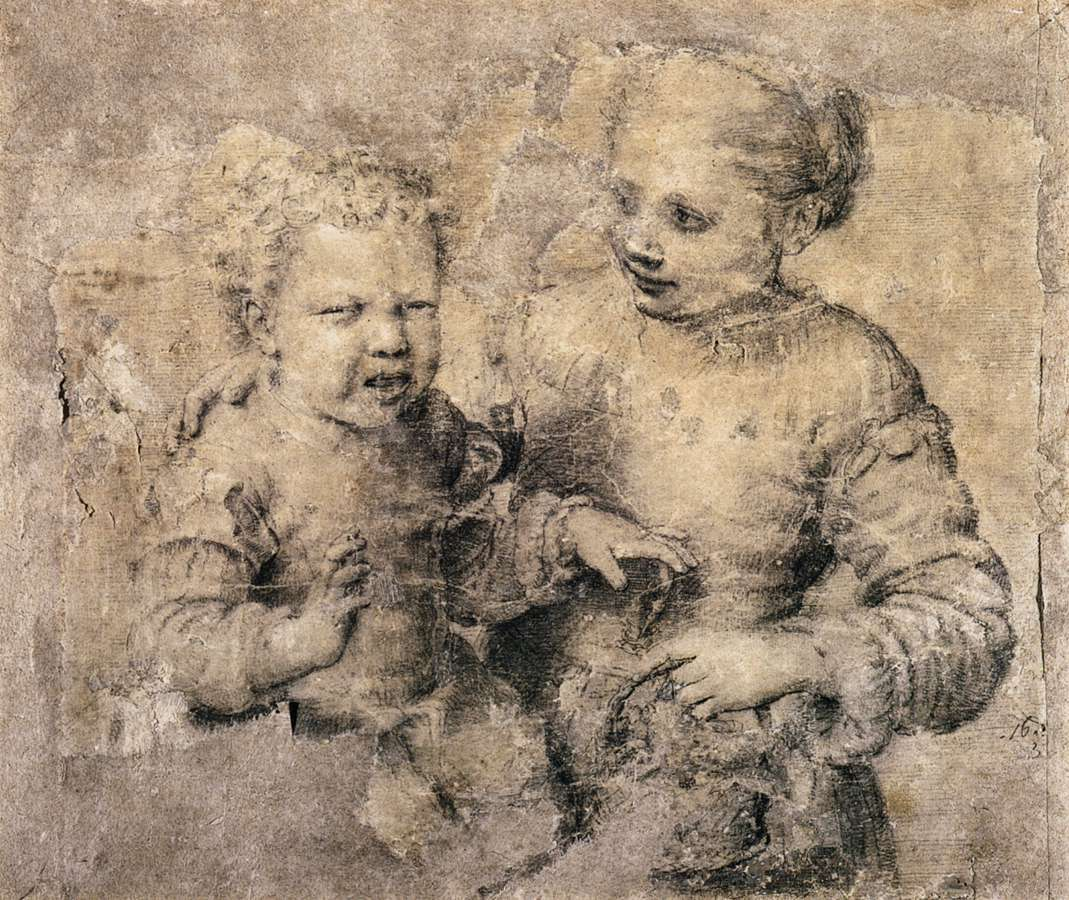
ソフォニスバ・アングイッソラの素描『ザリガニに噛まれる子供』(1554年ごろ)、カポディモンテ美術館、ナポリ

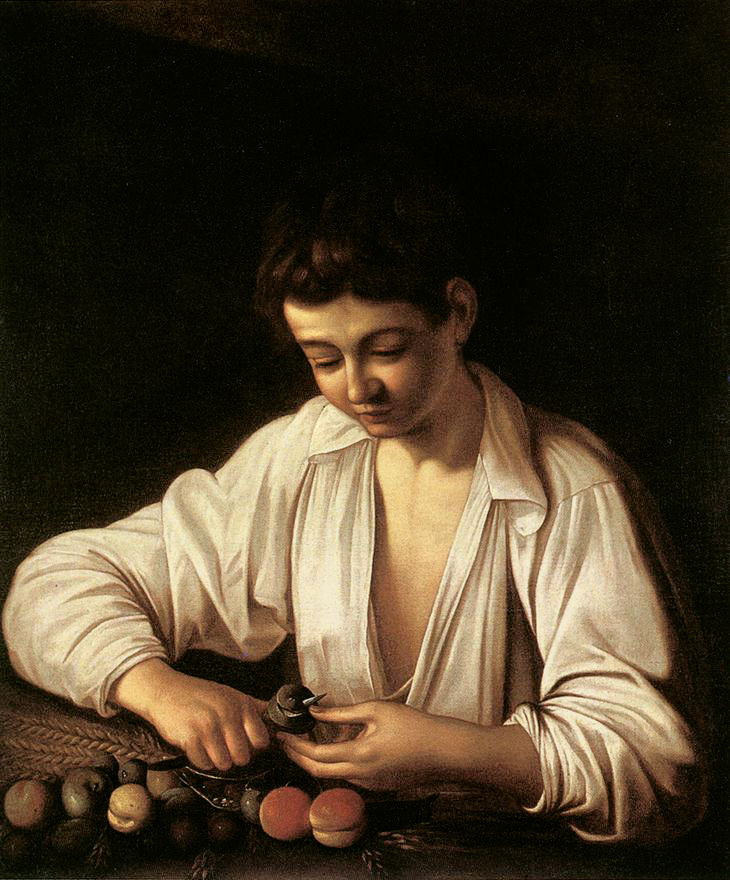
カラヴァッジョ『果物の皮を剥く少年』(1592-1593年)、ロベルト・ロンギ財団、フィレンツェ

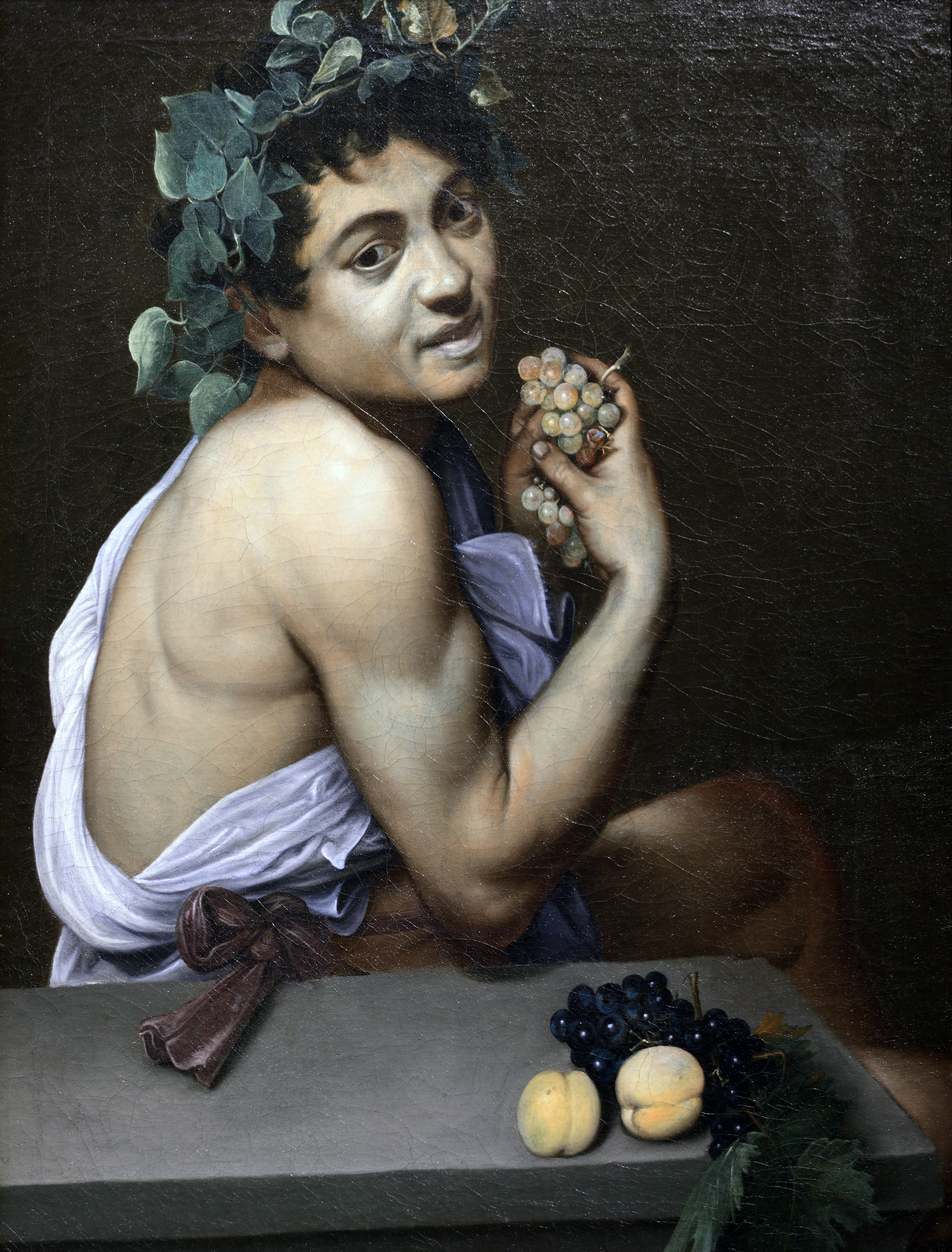
カラヴァッジョ『病めるバッカス』 (1593-1594年ごろ)、ボルゲーゼ美術館、ローマ

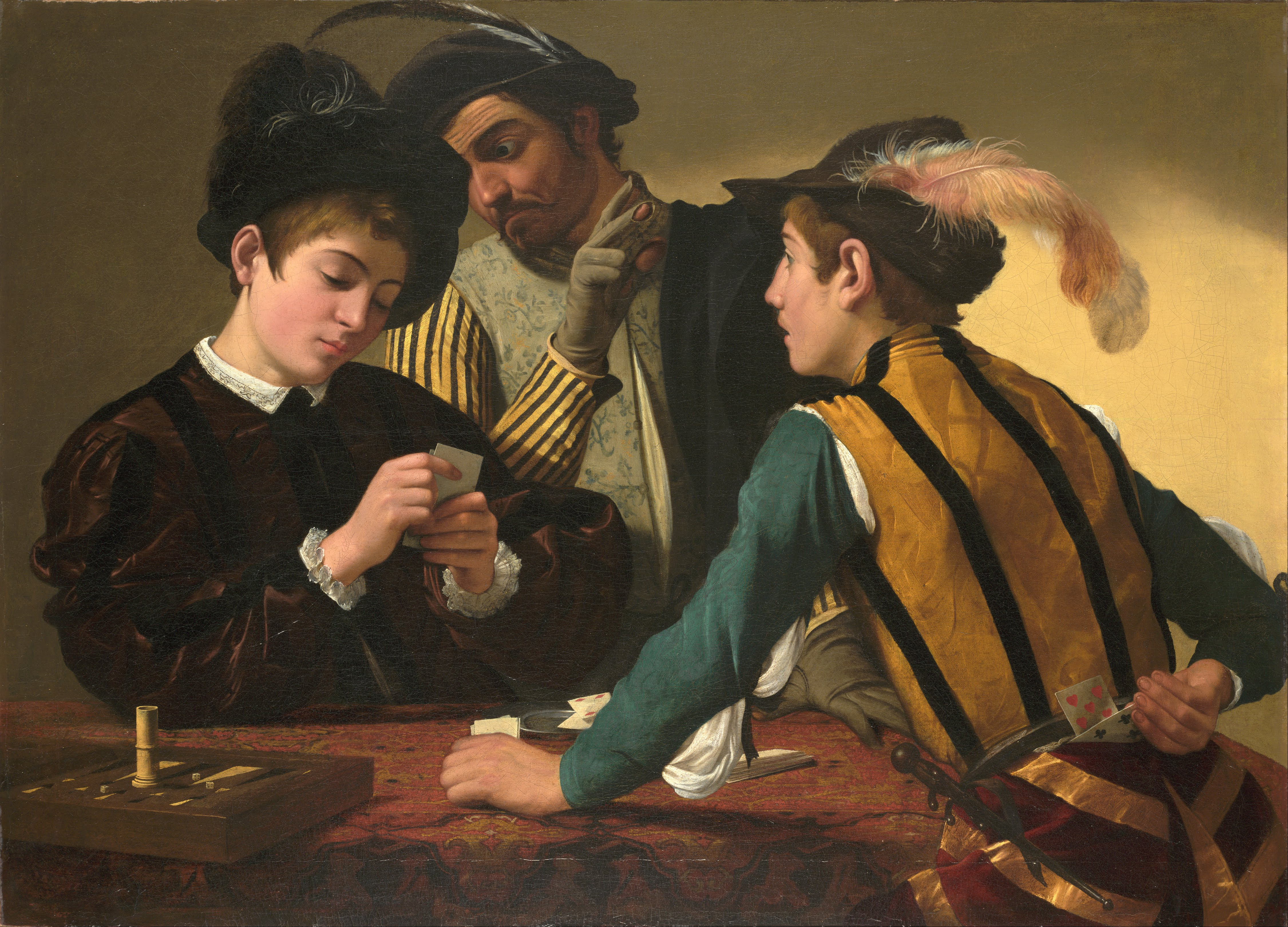
カラヴァッジョ『トランプ詐欺師』(1594年ごろ)、キンベル美術館、フォートワース

この作品では、美術史家ロベルト・ロンギが最初に言及したように、カラヴァッジョはおそらく、ルネサンス期の著名な女性画家ソフォニスバ・アングイッソラが描いた素描『ザリガニに噛まれる子供』 (カポディモンテ美術館、ナポリ) から「指を噛む」というモティーフを借用している。この素描は有名で、それを複製した作品が多数で回っていた。カラヴァッジョが一時期修業をしたジュゼッペ・チェーザリ (通称カヴァリエル・ダルピーノ) もアングイッソラの素描を複製した絵画を所有しており、カラヴァッジョもそれを知っていたことは間違いない。
少年の作為的なポーズは、カラヴァッジョが本作で行った実験の必然的な結果であったのかもしれない。モデルが本物の驚きを表すことが不可能で、同じポーズをかなりの間保持しなければならなかった状況で、激しい感情（驚きと恐怖）を観察して記録するという実験である。カラヴァッジョは現実からのみ描くことに固執していたが、このことを批判する人々は画家の制作方法に付随する、その限界を後に指摘した。画家の制作方法は、動きや暴力を伴う場面ではなく、激情的だとしても驚くほどリアルな静的構図に適していたのである。
カラヴァッジョが現実からのみ描くことに付随する問題を完全に克服しえたのは、現実よりも想像力を活かして制作をしたように見える後の時期になってからである。それにもかかわらず、『トカゲに噛まれた少年』は、画家初期の重要な作品である。というのは、『果物の皮を剥く少年』や『病めるバッカス』などの初期の作品に見られる、空気の存在しないような静けさの表現から脱却しつつあることを示しているからである。そして、本作は、『トランプ詐欺師』 (キンベル美術館、フォートワース) などに見られる、潜在的には激しい動きの表現ではあっても、実際には動きの停止状態でしかないものからも脱却しつつあることを示している。

## 解釈

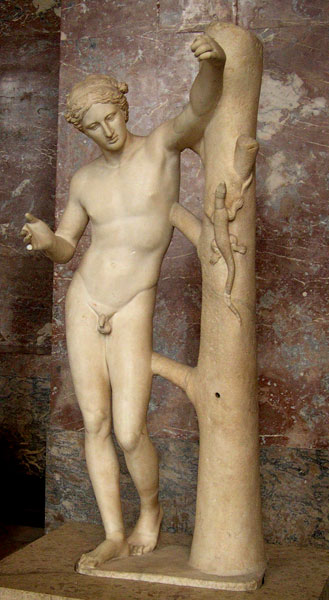
古代ギリシアの彫刻家プラクシテレスのオリジナルにもとづく古代ローマ時代の複製『アポロ・サウロクトノス』(1-2世紀)、ルーヴル美術館、パリ

この絵画には寓意画としての様々な解釈が試みられており、五感の1つである触覚の寓意であるとか、色欲や怒り (気質) などを表すとかいった諸説がある。レナード・ J. スラットケス (Leonard J. Slatkes) によると、本作は、有毒のサンショウウオが神に打ち勝つという『アポロ・サウロクトノス』 (古代ギリシアの彫像で、トカゲを殺すアポロンの意味) のテーマに由来している可能性がある。また、さまざまな果物の配置は「四大気質」を示唆しており、サンショウウオはカラヴァッジョの時代には火の象徴であった。サンショウウオにはまた、男根の意味合いもある。この絵画は、マルティアリスの叙事詩に触発されたのかもしれない。 その一節に、「君に向かって這っている、このトカゲを救いたまえ、悪童よ、トカゲは君の指の間で死にたいのだ。」 というのがある。
最近、イタリア人研究者ジャコモ・ベッラ (Giacomo Berra) は、本作が突然襲われる恋の苦悩というペトラルカ以来の詩文の伝統に根差した愛のテーマを描いていると提唱したが、おそらく間違いないと思われる。画中の少年はバラを髪に飾っており、ガラスの花瓶にもバラが差してある。美しい花とサクランボは愛の甘美な味わいを示唆するが、少年は思いがけずそれらに潜むトカゲに噛まれている。ソフォニスバ・アングイッソラの素描のように、噛む、あるいは刺すという動物は通常、エビやカニ、サソリ、ハチなどであるが、カラヴァッジョの本作ではトカゲに替えられている。甘美な花や果物からエビやカニが出てくるという設定はありえず、一方、サソリやハチは毒が致命傷になる。しかし、トカゲは上述の古代彫刻『アポロ・サウロクトノス』以来、無数のイタリアの彫刻、絵画に登場してきた。トカゲは臆病な小動物であり、通常、人間を噛むとは思われていない。その点で意外性がある点も、カラヴァッジョの絵画にトカゲが選ばれた理由かもしれない。